# 武部貴則
武部 貴則（たけべ たかのり、1986年12月20日 - ）は、日本の医師、医学者。学位は博士（医学）（横浜市立大学・2018年）。大阪大学栄誉教授。大阪大学大学院医学系研究科器官システム創生学教授、東京科学大学教授（併任）、横浜市立大学先端医科学研究センター特別教授（併任）。

## 人物・経歴
神奈川県横浜市生まれ。横浜市立すみれが丘小学校、桐蔭学園中学校・高等学校を経て、2011年に横浜市立大学医学部医学科を卒業。再生医学を専門とし、2013年に26歳の若さでiPS細胞を使った「ミニ肝臓」を作ることを成功させて国際的な反響を呼んだ。2018年、31歳で横浜市立大学先端医科学研究センター 教授、東京医科歯科大学（現東京科学大学）医学部統合研究機構 教授。2023年大阪大学大学院医学系研究科器官システム創生学教授。

## 受賞
- 2014年　ベルツ賞2等賞[7]
- 2016年　平成28年度科学技術分野の文部科学大臣表彰 若手科学者賞[8]
- 2017年　第1回日本医療研究開発大賞 日本医療研究開発機構（AMED）理事長賞[9][10]
- 2018年　神奈川文化賞未来賞[11]
- 2018年　第15回（平成30年度）日本学術振興会賞[12][13]
- 2018年　第15回（平成30年度）日本学士院学術奨励賞[14]
- 2022年　第39回井上学術賞
- 2023年　大阪大学栄誉教授[15]
- 2023年　持田記念学術賞[16]
- 2024年　米ヴィルチェク財団（Vilcek Foundation）よりVilcek Prizes for Creative Promise[17]
- 2024年　イグノーベル賞生理学賞[18][19]

## 出演
TV
- ザ・バックヤード 知の迷宮の裏側探訪「日本科学未来館」回（NHK教育テレビジョン、2023年10月11日付）